# 奧亞山國家公園
奧亞山國家公園（西班牙語：Parque nacional Cerro Hoya），是巴拿馬的國家公園，位於該國中部貝拉瓜斯省和洛斯桑托斯省，處於阿蘇埃羅山脈地區，成立於1984年，面積326平方公里。